# ACM (yachts)
ACM est un ancien chantier naval fondé en 1955 à Cabourg dans le Calvados par Albert et Marthe Charpentier. Dès 1961, ACM (Albert Marthe Charpentier) révolutionne la construction nautique avec la construction en sandwich polyester-balsa pour laquelle l'entreprise normande obtient le "label européen de la prévention nautique" grâce à l’insubmersibilité qu’il confère aux bateaux ainsi construits.
Au milieu des années 1970, le chantier lance les ACM 1200 et 980. Ce dernier modèle est construit en 160 exemplaires et livré aux douanes françaises ainsi qu’à d’autres pays pour la surveillance côtière (Mauritanie, Comores, Guinée, Togo). À cette époque, sont fabriqués environ 30 à 40 bateaux par an qui sont répartis entre les fidèles inconditionnels et les administrations (douanes, gendarmerie et affaires maritimes).
Après une reprise par Olivier Prouvost, associé au Directeur de production en 1990, ACM rejoint le Groupe Dufour en 1997 sous la direction d’Olivier Poncin. La société quitte Cabourg pour s’installer sur le chantier de Colombelles, près de l'usine Renault Trucks. Une nouvelle gamme de vedettes de 8 à 14 mètres est alors lancée : l’Elite (septembre 1997), l’Héritage (décembre 1997), la Dynasty (décembre 1998) et l’Excellence (septembre 1999). Les chemins d’ACM et de Dufour se séparent lorsque, à la suite du départ d’Olivier Poncin, le groupe Dufour, en profonde restructuration, se désengage de la production des bateaux à moteur. ACM est cédée en 2001. En 2004, ACM se retrouve en dépôt de bilan. L'entreprise est alors reprise et déménage une deuxième fois pour s'installer à Bourguébus au sud-est de Caen. Un autre site est ensuite créé à Lorient où la majeure partie de l'activité est transférée. Il ne restait en Normandie que la réalisation des coques de bateaux.
Après avoir changé à de nombreuses reprises de propriétaires (ACM Power, ACM Dufour, ACM Yachts en 2001, Green Recovery et Sey Group en 2004 devenu ACM Arcoa), la société est placée en redressement en juillet 2012 puis est liquidée le 5 février 2013.